# La Liga 2024–25
La Liga 2024–25, còn được gọi là LALIGA EA SPORTS vì lý do tài trợ, là mùa giải thứ 94 của La Liga, giải đấu bóng đá hàng đầu của Tây Ban Nha. Giải đấu bắt đầu vào ngày 15 tháng 8 năm 2024 và kết thúc vào ngày 25 tháng 5 năm 2025. Lịch thi đấu được công bố vào ngày 18 tháng 6 năm 2024.
Real Madrid là đương kim vô địch, đã giành được danh hiệu thứ 36 ở mùa giải trước, nhưng đã trở thành cựu vô địch sau chiến thắng của Barcelona ở vòng đấu thứ 36. Barcelona trở thành tân vương, trước 2 vòng đấu, sau chiến thắng 2–0 trong trận El derbi Barceloní với Espanyol.

## Các đội bóng

### Thăng hạng và xuống hạng (trước mùa giải)
Tổng cộng có 20 đội tham gia giải đấu, bao gồm 17 đội từ mùa giải 2023–24 và 3 đội thăng hạng từ Segunda División 2023–24 (gồm hai đội đứng đầu Segunda División và đội thắng play-off).
Các đội xuống hạng Segunda División
Đội đầu tiên xuống hạng là Almería, sau trận thua 1-3 trước Getafe vào ngày 27 tháng 4 năm 2024, kết thúc hai năm duy trì vị trí ở La Liga. Đội thứ hai xuống hạng là Granada, sau chiến thắng 1–0 của Mallorca trước Las Palmas. Đội thứ ba và cuối cùng xuống hạng là Cádiz, sau trận hòa 0–0 trước Las Palmas vào ngày 19 tháng 5 năm 2024, kết thúc 4 năm ở La Liga.
Các đội thăng hạng từ Segunda División.
Vào ngày 26 tháng 5 năm 2024, Real Valladolid trở thành đội đầu tiên được thăng hạng về mặt toán học, được đảm bảo trở lại La Liga sau chiến thắng 3–2 trước Villarreal B, qua đó trở lại sau một mùa giải vắng mặt. Đội thứ hai được thăng hạng là Leganés, sau chiến thắng 2–0 trước Elche vào ngày 2 tháng 6 năm 2024, qua đó trở lại La Liga sau 4 mùa giải vắng bóng và cũng là lần thứ hai trong lịch sử của họ. Đội thứ ba được thăng hạng là Espanyol, sau khi đánh bại Oviedo trong trận chung kết play-off thăng hạng, trở lại La Liga sau một mùa giải vắng mặt.
| Thăng hạng từ Segunda División 2023–24 | Xuống hạng từ La Liga 2023–24 |
| -------------------------------------- | ----------------------------- |
| Real Valladolid Leganés Espanyol       | Almería Granada Cádiz         |

### Sân vận động và địa điểm
| Đội             | Địa điểm                        | Sân vận động           | Sức chứa | Mùa 2023–24                                      |
| --------------- | ------------------------------- | ---------------------- | -------- | ------------------------------------------------ |
| Alavés          | Vitoria-Gasteiz                 | Mendizorroza           | 19.840   | thứ 10                                           |
| Athletic Bilbao | Bilbao                          | San Mamés              | 53.289   | thứ 5                                            |
| Atlético Madrid | Madrid (San Blas-Canillejas)    | Metropolitano          | 70.460   | thứ 4                                            |
| Barcelona       | Barcelona                       | Olímpic Lluís Companys | 55.926   | Á quân                                           |
| Celta Vigo      | Vigo                            | Balaídos               | 24.870   | thứ 13                                           |
| Espanyol        | Cornellà de Llobregat           | RCDE                   | 42.260   | thứ 4 Segunda División (thăng hạng qua play-off) |
| Getafe          | Getafe                          | Coliseum               | 16.500   | thứ 12                                           |
| Girona          | Girona                          | Montilivi              | 14.624   | thứ 3                                            |
| Las Palmas      | Las Palmas                      | Gran Canaria           | 32.392   | thứ 16                                           |
| Leganés         | Leganés                         | Thành phố Butarque     | 13.089   | Vô địch Segunda División (thăng hạng)            |
| Mallorca        | Palma                           | Mallorca Son Moix      | 23.142   | thứ 15                                           |
| Osasuna         | Pamplona                        | El Sadar               | 23.576   | thứ 11                                           |
| Rayo Vallecano  | Madrid (Puente de Vallecas)     | Vallecas               | 14.708   | thứ 17                                           |
| Real Betis      | Sevilla (Bellavista-La Palmera) | Benito Villamarín      | 60.721   | thứ 7                                            |
| Real Madrid     | Madrid (Chamartín)              | Santiago Bernabéu      | 78.297   | Vô địch                                          |
| Real Sociedad   | San Sebastián                   | Anoeta                 | 39.313   | thứ 6                                            |
| Sevilla         | Sevilla (Nervión)               | Ramón Sánchez-Pizjuán  | 43.883   | thứ 14                                           |
| Valencia        | Valencia                        | Mestalla               | 49.430   | thứ 9                                            |
| Valladolid      | Valladolid                      | José Zorrilla          | 27.618   | Á quân Segunda División (thăng hạng)             |
| Villarreal      | Villarreal                      | La Cerámica            | 23.008   | thứ 8                                            |

### Nhân sự và tài trợ
| Đội             | Huấn luyện viên trưởng | Đội trưởng            | Nhà sản xuất trang phục | Nhà tài trợ trang phục | Nhà tài trợ trang phục                                                                                                |
| Đội             | Huấn luyện viên trưởng | Đội trưởng            | Nhà sản xuất trang phục | Chính                  | Khác0 |
| --------------- | ---------------------- | --------------------- | ----------------------- | ---------------------- | --- |
| Alavés          | Eduardo Coudet         | Antonio Sivera        | Puma                    | Dexin News             | Danh sách - - Hông: Araba-Álava - Sau: Digi - Tay áo: EBpay - Quần: Silken Hoteles                                    |
| Athletic Bilbao | Ernesto Valverde       | Óscar de Marcos       | Castore                 | Kutxabank              | Danh sách - - Hông: không - Sau: Digi - Tay áo: B2BinPay - Quần: Vueling                                              |
| Atlético Madrid | Diego Simeone          | Koke                  | Nike                    | Riyadh Air             | Danh sách - - Hông: không - Sau: Hyundai - Tay áo: Kraken - Quần: ComAve                                              |
| Barcelona       | Hansi Flick            | Marc-André ter Stegen | Nike                    | Spotify                | Danh sách - - Hông: không - Sau: UNHCR - Tay áo: Ambilight TV - Quần: không                                           |
| Celta Vigo      | Claudio Giráldez       | Iago Aspas            | Hummel                  | Estrella Galicia 0.0   | Danh sách - - Hông: không - Sau: Abanca - Tay áo: không - Quần: Siweb, Grupo Recalvi                                  |
| Espanyol        | Manolo González        | Sergi Gómez           | Kelme                   | Conservas Dani         | Danh sách - - Hông: không - Sau: Rastar Group - Tay áo: không - Quần: Škoda                                           |
| Getafe          | José Bordalás          | Djené                 | Joma                    | Tecnocasa              | Danh sách - - Hông: không - Sau: Lowi - Tay áo: ODTY News - Quần: không                                               |
| Girona          | Míchel                 | Cristhian Stuani      | Puma                    | Etihad Airways         | Danh sách - - Hông: không - Sau: Marlex - Tay áo: HYLO - Quần: Costa Brava Pirieneu de Girona, Parlem                 |
| Las Palmas      | Diego Martínez         | Kirian Rodríguez      | Hummel                  | Gran Canaria           | Danh sách - - Hông: Cervezas PÍO PÍO - Sau: DISA, Islas Canarias - Tay áo: Kalise - Quần: BeCordial, Binter Canarias  |
| Leganés         | Borja Jiménez          | Sergio González       | Joma                    | Ontime Logística       | Danh sách - - Hông: Ibai Llanos / SportyTV - Sau: Nara Seguros, Lowi - Tay áo: Mercanza - Quần: Urban Poke Bar, Ebury |
| Mallorca        | Jagoba Arrasate        | Antonio Raíllo        | Nike                    | αGEL                   | Danh sách - - Hông: không - Sau: Alua, Juaneda Hospitales - Tay áo: OK Mobility - Quần: Air Europa, Iles Balears      |
| Osasuna         | Vicente Moreno         | Sergio Herrera        | Macron                  | Kosner                 | Danh sách - - Hông: không - Sau: Digi - Tay áo: Celer Light - Quần: Clínica Universidad de Navarra                    |
| Rayo Vallecano  | Iñigo Pérez            | Óscar Valentín        | Umbro                   | Digi                   | Danh sách - - Hông: không - Sau: không - Tay áo: Griffin Core Solutions - Quần: không                                 |
| Real Betis      | Manuel Pellegrini      | Isco                  | Hummel                  | Gree Electric          | Danh sách - - Hông: không - Sau: Forever Green, Trainline - Tay áo: Drive REVEL - Quần: AUS Global                    |
| Real Madrid     | Carlo Ancelotti        | Luka Modrić           | Adidas                  | Emirates               | Danh sách - - Hông: không - Sau: không - Tay áo: HP - Quần: không                                                     |
| Real Sociedad   | Imanol Alguacil        | Mikel Oyarzabal       | Macron                  | Yasuda Group           | Danh sách - - Hông: không - Sau: Kutxabank - Tay áo: Reale Seguros - Quần: không                                      |
| Sevilla         | Joaquín Caparrós       | Nemanja Gudelj        | Castore                 | Midea                  | Danh sách - - Hông: không - Sau: Socios.com - Tay áo: JD Sports - Quần: không                                         |
| Valencia        | Carlos Corberán        | José Gayà             | Puma                    | TM Real Estate Group   | Danh sách - - Hông: không - Sau: không - Tay áo: Divina Seguros - Quần: Škoda                                         |
| Valladolid      | Álvaro Rubio           | Javi Sánchez          | Kappa                   | Estrella Galicia 0.0   | Danh sách - - Hông: không - Sau: không - Tay áo: JD Sports - Quần: INEXO                                              |
| Villarreal      | Marcelino              | Raúl Albiol           | Joma                    | Pamesa Cerámica        | Danh sách - - Hông: không - Sau: ASCALE - Tay áo: không - Quần: không                                                 |

### Thay đổi huấn luyện viên
| Đội        | HLV ra đi             | Lý do                | Ngày ra đi | Vị trí trên BXH | HLV thay thế            | Ngày đến   |
| ---------- | --------------------- | -------------------- | ---------- | --------------- | ----------------------- | ---------- |
| Barcelona  | Xavi                  | Thỏa thuận           | 26/5/2024  | Trước mùa giải  | Hansi Flick             | 29/5/2024  |
| Mallorca   | Javier Aguirre        | Hết hợp đồng         | 30/6/2024  | Trước mùa giải  | Jagoba Arrasate         | 10/6/2024  |
| Osasuna    | Jagoba Arrasate       | Hết hợp đồng         | 30/6/2024  | Trước mùa giải  | Vicente Moreno          | 27/5/2024  |
| Sevilla    | Quique Sánchez Flores | Thỏa thuận           | 30/6/2024  | Trước mùa giải  | García Pimienta         | 2/6/2024   |
| Las Palmas | García Pimienta       | Thỏa thuận           | 30/6/2024  | Trước mùa giải  | Luis Miguel Carrión     | 26/6/2024  |
| Las Palmas | Luis Carrión          | Sa thải              | 8/10/2024  | thứ 20          | Diego Martínez          | 9/10/2024  |
| Valladolid | Paulo Pezzolano       | Sa thải              | 30/11/2024 | thứ 20          | Álvaro Rubio (tạm thời) | 2/12/2024  |
| Alavés     | Luis García           | Sa thải              | 2/12/2024  | thứ 16          | Eduardo Coudet          | 2/12/2024  |
| Valladolid | Álvaro Rubio          | Hết quản lý tạm thời | 14/12/2024 | thứ 19          | Diego Cocca             | 14/12/2024 |
| Valencia   | Rubén Baraja          | Sa thải              | 23/12/2024 | thứ 19          | Carlos Corberán         | 25/12/2024 |
| Valladolid | Diego Cocca           | Sa thải              | 17/2/2025  | thứ 20          | Álvaro Rubio            | 19/2/2025  |
| Sevilla    | García Pimienta       | Sa thải              | 13/4/2025  | thứ 14          | Joaquín Caparrós        | 13/4/2025  |

## Bảng xếp hạng

### Bảng xếp hạng
| VT | Đội             | ST | T  | H  | B  | BT  | BB | HS  | Đ  | Giành quyền tham dự hoặc xuống hạng     |
| -- | --------------- | -- | -- | -- | -- | --- | -- | --- | -- | --------------------------------------- |
| 1  | Barcelona (C)   | 38 | 28 | 4  | 6  | 102 | 39 | +63 | 88 | Tham dự vòng đấu hạng Champions League  |
| 2  | Real Madrid     | 38 | 26 | 6  | 6  | 78  | 38 | +40 | 84 | Tham dự vòng đấu hạng Champions League  |
| 3  | Atlético Madrid | 38 | 22 | 10 | 6  | 68  | 30 | +38 | 76 | Tham dự vòng đấu hạng Champions League  |
| 4  | Athletic Bilbao | 38 | 19 | 13 | 6  | 54  | 29 | +25 | 70 | Tham dự vòng đấu hạng Champions League  |
| 5  | Villarreal      | 38 | 20 | 10 | 8  | 71  | 51 | +20 | 70 | Tham dự vòng đấu hạng Champions League  |
| 6  | Real Betis      | 38 | 16 | 12 | 10 | 57  | 50 | +7  | 60 | Tham dự vòng đấu hạng Europa League     |
| 7  | Celta Vigo      | 38 | 16 | 7  | 15 | 59  | 57 | +2  | 55 | Tham dự vòng đấu hạng Europa League     |
| 8  | Rayo Vallecano  | 38 | 13 | 13 | 12 | 41  | 45 | −4  | 52 | Tham dự vòng play-off Conference League |
| 9  | Osasuna         | 38 | 12 | 16 | 10 | 48  | 52 | −4  | 52 |                                         |
| 10 | Mallorca        | 38 | 13 | 9  | 16 | 35  | 44 | −9  | 48 |                                         |
| 11 | Real Sociedad   | 38 | 13 | 7  | 18 | 35  | 46 | −11 | 46 |                                         |
| 12 | Valencia        | 38 | 11 | 13 | 14 | 44  | 54 | −10 | 46 |                                         |
| 13 | Getafe          | 38 | 11 | 9  | 18 | 34  | 39 | −5  | 42 |                                         |
| 14 | Espanyol        | 38 | 11 | 9  | 18 | 40  | 51 | −11 | 42 |                                         |
| 15 | Alavés          | 38 | 10 | 12 | 16 | 38  | 48 | −10 | 42 |                                         |
| 16 | Girona          | 38 | 11 | 8  | 19 | 44  | 60 | −16 | 41 |                                         |
| 17 | Sevilla         | 38 | 10 | 11 | 17 | 42  | 55 | −13 | 41 |                                         |
| 18 | Leganés (R)     | 38 | 9  | 13 | 16 | 39  | 56 | −17 | 40 | Xuống hạng Segunda División             |
| 19 | Las Palmas (R)  | 38 | 8  | 8  | 22 | 40  | 61 | −21 | 32 | Xuống hạng Segunda División             |
| 20 | Valladolid (R)  | 38 | 4  | 4  | 30 | 26  | 90 | −64 | 16 | Xuống hạng Segunda División             |

1. ↑  La Liga giành thêm được một suất tham dự Champions League do là một trong hai hiệp hội (cùng với Anh) có điểm hệ số UEFA cao nhất mùa giải 2024–25.
2. 1 2  Đối đầu: Athletic Bilbao 2–0 Villarreal, Villarreal 0–0 Athletic Bilbao.
3. ↑  Đội vô địch Copa del Rey 2024–25 (Barcelona) sẽ đủ điều kiện tham dự vòng đấu hạng Europa League. Vì Barcelona đã đủ điều kiện tham dự Champions League dựa trên vị trí trong giải đấu nên suất tham dự Europa League này đã được chuyển cho đội xếp thứ bảy và suất tham dự Conference League đã được chuyển cho đội xếp thứ tám.
4. 1 2  Đối đầu: Rayo Vallecano 3–1 Osasuna, Osasuna 1–1 Rayo Vallecano.
5. 1 2  Đối đầu: Real Sociedad 3–0 Valencia, Valencia 1–0 Real Sociedad; Real Sociedad xếp trên nhờ hiệu số bàn thắng bại đối đầu.
6. 1 2 3  Đối đầu: Getafe 1–0 Espanyol, Getafe 2–0 Alavés, Espanyol 1–0 Getafe, Espanyol 3–2 Alavés, Alavés 0–1 Getafe, Alavés 0–1 Espanyol. Điểm đối đầu: Getafe 9đ, Espanyol 9đ, Alavés 0đ. Hiệu số bàn thắng bại đối đầu: Getafe 3, Espanyol 2.
7. 1 2  Đối đầu: Girona 1–2 Sevilla, Sevilla 0–2 Girona; Girona xếp trên nhờ hiệu số bàn thắng bại đối đầu.

### Vị trí theo vòng
Bảng liệt kê vị trí của các đội sau mỗi vòng thi đấu. Để duy trì các diễn biến theo trình tự thời gian, bất kỳ trận đấu bù nào (vì bị hoãn) sẽ không được tính vào vòng đấu mà chúng đã được lên lịch ban đầu, mà sẽ được tính thêm vào vòng đấu diễn ra ngay sau đó.
- a, b : còn 1, 2 trận chưa thi đấu
- 1 : thi đấu trước 1 trận

| Đội ╲ Vòng      | 1      | 2  | 3   | 4   | 5   | 6   | 7  | 8  | 9  | 10 | 11 | 12  | 13  | 14  | 15  | 16  | 17  | 18  | 19 | 20 | 21 | 22 | 23 | 24 | 25 | 26  | 27  | 28  | 29  | 30  | 31  | 32  | 33  | 34 | 35 | 36 | 37 | 38 |    |
| --------------- | ------ | -- | --- | --- | --- | --- | -- | -- | -- | -- | -- | --- | --- | --- | --- | --- | --- | --- | -- | -- | -- | -- | -- | -- | -- | --- | --- | --- | --- | --- | --- | --- | --- | -- | -- | -- | -- | -- | -- |
| Đội ╲ Vòng      | Alavés | 19 | 17  | 9   | 6   | 7   | 7  | 8  | 11 | 13 | 14 | 16  | 14  | 15  | 16  | 16  | 16  | 17  | 16 | 17 | 17 | 17 | 18 | 19 | 19 | 19  | 19  | 18  | 17  | 17  | 17  | 17  | 18  | 17 | 17 | 17 | 17 | 14 | 15 |
| Athletic Bilbao | 9      | 15 | 8   | 12  | 9   | 31  | 5  | 5  | 6  | 5  | 5  | 6   | 6   | 5   | 4   | 41  | 41  | 41  | 4  | 4  | 4  | 4  | 4  | 4  | 4  | 4   | 4   | 4   | 4   | 4   | 4   | 4   | 4   | 4  | 4  | 4  | 4  | 4  |    |
| Atlético Madrid | 5      | 3  | 5   | 3   | 2   | 4   | 3  | 4  | 3  | 3  | 4  | 3   | 3   | 3   | 3   | 3   | 2   | 1   | 1  | 2  | 2  | 2  | 2  | 3  | 3  | 2   | 3   | 3   | 3   | 3   | 3   | 3   | 3   | 3  | 3  | 3  | 3  | 3  |    |
| Barcelona       | 1      | 2  | 1   | 1   | 1   | 1   | 1  | 1  | 1  | 1  | 1  | 1   | 1   | 1   | 1   | 1   | 1   | 31  | 3  | 3  | 3  | 3  | 3  | 1  | 1  | 1   | 1a  | 1a  | 1   | 1   | 1   | 1   | 1   | 1  | 1  | 1  | 1  | 1  |    |
| Celta Vigo      | 2      | 1  | 3   | 8   | 5   | 9   | 10 | 10 | 9  | 10 | 11 | 10  | 11  | 11  | 12  | 10  | 12  | 11  | 12 | 13 | 13 | 13 | 12 | 14 | 10 | 10  | 9   | 8   | 8   | 7   | 7   | 8   | 7   | 7  | 7  | 7  | 7  | 7  |    |
| Espanyol        | 20     | 19 | 19  | 14  | 10  | 13  | 14 | 17 | 14 | 15 | 17 | 17  | 18a | 19a | 18a | 18a | 18a | 18  | 18 | 18 | 18 | 17 | 16 | 15 | 15 | 15a | 15a | 15a | 16a | 16a | 15a | 13a | 13a | 14 | 14 | 16 | 17 | 14 |    |
| Getafe          | 16     | 12 | 15a | 16a | 18a | 18  | 19 | 15 | 16 | 16 | 15 | 16  | 17  | 15  | 17  | 15  | 16  | 17  | 15 | 16 | 14 | 14 | 14 | 13 | 14 | 14  | 12  | 11  | 12  | 11  | 11  | 12  | 12  | 13 | 13 | 15 | 13 | 13 |    |
| Girona          | 15     | 18 | 7   | 5   | 8   | 12  | 12 | 12 | 11 | 12 | 13 | 12  | 10  | 7   | 8   | 9   | 10  | 8   | 8  | 8  | 8  | 7  | 8  | 10 | 13 | 13  | 13  | 13  | 13  | 15  | 16  | 16  | 16  | 15 | 15 | 13 | 15 | 16 |    |
| Las Palmas      | 8      | 14 | 16  | 18  | 19  | 20  | 20 | 20 | 20 | 19 | 18 | 18  | 16  | 17  | 14  | 14  | 14  | 13  | 14 | 14 | 15 | 15 | 15 | 17 | 17 | 17  | 19  | 19  | 19  | 19  | 18  | 17  | 18  | 18 | 19 | 19 | 19 | 19 |    |
| Leganés         | 14     | 6  | 6   | 9   | 15  | 141 | 15 | 16 | 17 | 17 | 14 | 15  | 14  | 14  | 15  | 17  | 15  | 15  | 16 | 15 | 16 | 16 | 17 | 16 | 16 | 16  | 17  | 18  | 18  | 18  | 19  | 19  | 19  | 19 | 18 | 18 | 18 | 18 |    |
| Mallorca        | 12     | 16 | 18  | 10  | 13  | 51  | 6  | 6  | 7  | 6  | 7  | 8   | 9   | 8   | 6   | 81  | 51  | 61  | 6  | 6  | 6  | 9  | 10 | 7  | 8  | 8   | 7   | 7   | 9   | 10  | 8   | 7   | 9   | 10 | 9  | 10 | 10 | 10 |    |
| Osasuna         | 13     | 7  | 12  | 7   | 11  | 8   | 7  | 7  | 5  | 8  | 8  | 5   | 5   | 6   | 7   | 7   | 8   | 10  | 11 | 10 | 11 | 8  | 9  | 9  | 12 | 11  | 14a | 14a | 14  | 13  | 12  | 11  | 8   | 9  | 10 | 9  | 9  | 9  |    |
| Rayo Vallecano  | 3      | 8  | 10  | 11  | 6   | 10  | 9  | 9  | 8  | 9  | 9  | 9a  | 12a | 13a | 13a | 12a | 13a | 12  | 9  | 9  | 7  | 6  | 6  | 6  | 6  | 7   | 8   | 9   | 7   | 9   | 10  | 10  | 11  | 8  | 8  | 8  | 8  | 8  |    |
| Real Betis      | 11     | 11 | 14a | 17a | 12a | 11  | 11 | 8  | 10 | 7  | 6  | 7   | 7   | 9   | 10  | 11  | 9   | 9   | 10 | 12 | 10 | 10 | 11 | 8  | 7  | 6   | 6   | 6   | 6   | 6   | 6   | 6   | 5   | 6  | 6  | 6  | 6  | 6  |    |
| Real Madrid     | 10     | 4  | 4   | 2   | 3   | 2   | 2  | 2  | 2  | 2  | 2  | 2a  | 2a  | 2a  | 2a  | 2   | 3   | 2   | 2  | 1  | 1  | 1  | 1  | 2  | 2  | 3   | 2   | 2   | 2   | 2   | 2   | 2   | 2   | 2  | 2  | 2  | 2  | 2  |    |
| Real Sociedad   | 17     | 9  | 13  | 13  | 16  | 161 | 16 | 14 | 15 | 11 | 12 | 11  | 8   | 10  | 9   | 6   | 7   | 7   | 7  | 7  | 9  | 11 | 7  | 11 | 9  | 9   | 11  | 12  | 10  | 8   | 9   | 9   | 10  | 11 | 12 | 12 | 11 | 11 |    |
| Sevilla         | 6      | 13 | 17  | 19  | 14  | 15  | 13 | 13 | 12 | 13 | 10 | 13  | 13  | 12  | 11  | 13  | 11  | 14  | 13 | 11 | 12 | 12 | 13 | 12 | 11 | 12  | 10  | 10  | 11  | 12  | 14  | 15  | 15  | 16 | 16 | 14 | 16 | 17 |    |
| Valencia        | 18     | 20 | 20  | 20  | 20  | 19  | 17 | 18 | 18 | 20 | 20 | 20a | 20b | 18b | 19b | 19b | 20b | 19a | 20 | 19 | 19 | 19 | 18 | 18 | 18 | 18  | 16  | 16  | 15  | 14  | 13  | 14  | 14  | 12 | 11 | 11 | 12 | 12 |    |
| Valladolid      | 4      | 10 | 11  | 15  | 17  | 17  | 18 | 19 | 19 | 18 | 19 | 19  | 19  | 20  | 20  | 20  | 19  | 20  | 19 | 20 | 20 | 20 | 20 | 20 | 20 | 20  | 20  | 20  | 20  | 20  | 20  | 20  | 20  | 20 | 20 | 20 | 20 | 20 |    |
| Villarreal      | 7      | 5  | 2   | 4   | 4   | 6   | 4  | 3  | 4  | 4  | 3  | 4a  | 4a  | 4a  | 5a  | 5a  | 6a  | 5   | 5  | 5  | 5  | 5  | 5  | 5  | 5  | 5a  | 5a  | 5a  | 5a  | 5a  | 5a  | 5a  | 6a  | 5  | 5  | 5  | 5  | 5  |    |

## Kết quả

### Tỷ số
| Nhà \ Khách     | ALA | ATH | ATM | BAR | CEL | ESP | GET | GIR | LPA | LEG | MLL | OSA | RAY | BET | RMA | RSO | SEV | VAL | VLL | VIL |
| --------------- | --- | --- | --- | --- | --- | --- | --- | --- | --- | --- | --- | --- | --- | --- | --- | --- | --- | --- | --- | --- |
| Alavés          | —   | 1–1 | 0–0 | 0–3 | 1–1 | 0–1 | 0–1 | 0–1 | 2–0 | 1–1 | 1–0 | 1–1 | 0–2 | 0–0 | 0–1 | 1–0 | 2–1 | 1–0 | 2–3 | 1–0 |
| Athletic Bilbao | 1–0 | —   | 0–1 | 0–3 | 3–1 | 4–1 | 1–1 | 3–0 | 1–0 | 0–0 | 1–1 | 0–0 | 3–1 | 1–1 | 2–1 | 1–0 | 1–1 | 1–0 | 7–1 | 2–0 |
| Atlético Madrid | 2–1 | 1–0 | —   | 2–4 | 1–1 | 0–0 | 1–0 | 3–0 | 2–0 | 3–1 | 2–0 | 1–0 | 3–0 | 4–1 | 1–1 | 4–0 | 4–3 | 3–0 | 4–2 | 1–1 |
| Barcelona       | 1–0 | 2–1 | 1–2 | —   | 4–3 | 3–1 | 1–0 | 4–1 | 1–2 | 0–1 | 1–0 | 3–0 | 1–0 | 1–1 | 4–3 | 4–0 | 5–1 | 7–1 | 7–0 | 2–3 |
| Celta Vigo      | 2–1 | 1–2 | 0–1 | 2–2 | —   | 0–2 | 1–0 | 1–1 | 1–1 | 2–1 | 2–0 | 1–0 | 1–2 | 3–2 | 1–2 | 2–0 | 3–2 | 3–1 | 3–1 | 3–0 |
| Espanyol        | 3–2 | 1–1 | 1–1 | 0–2 | 3–1 | —   | 1–0 | 1–1 | 2–0 | 1–1 | 2–1 | 0–0 | 2–1 | 1–2 | 1–0 | 0–1 | 0–2 | 1–1 | 2–1 | 1–2 |
| Getafe          | 2–0 | 0–2 | 2–1 | 1–1 | 1–2 | 1–0 | —   | 0–1 | 1–3 | 1–1 | 0–1 | 1–1 | 0–0 | 1–2 | 0–1 | 0–0 | 0–0 | 1–1 | 2–0 | 1–2 |
| Girona          | 0–1 | 2–1 | 0–4 | 1–4 | 2–2 | 4–1 | 1–2 | —   | 2–1 | 4–3 | 1–0 | 4–0 | 0–0 | 1–3 | 0–3 | 0–1 | 1–2 | 1–1 | 3–0 | 0–1 |
| Las Palmas      | 2–2 | 2–3 | 1–0 | 0–2 | 0–1 | 1–0 | 1–2 | 1–0 | —   | 0–1 | 2–3 | 1–1 | 0–1 | 1–1 | 1–1 | 1–3 | 2–2 | 2–3 | 2–1 | 1–2 |
| Leganés         | 3–3 | 0–2 | 1–0 | 0–1 | 3–0 | 3–2 | 1–0 | 1–1 | 2–1 | —   | 0–1 | 1–1 | 0–1 | 2–3 | 0–3 | 0–3 | 1–0 | 0–0 | 3–0 | 2–5 |
| Mallorca        | 1–1 | 0–0 | 0–1 | 1–5 | 1–2 | 2–1 | 1–2 | 2–1 | 3–1 | 0–0 | —   | 1–1 | 1–0 | 0–1 | 1–1 | 1–0 | 0–0 | 2–1 | 2–1 | 1–2 |
| Osasuna         | 2–2 | 1–2 | 2–0 | 4–2 | 3–2 | 2–0 | 1–2 | 2–1 | 2–1 | 1–1 | 1–0 | —   | 1–1 | 1–2 | 1–1 | 2–1 | 1–0 | 3–3 | 1–0 | 2–2 |
| Rayo Vallecano  | 1–0 | 1–2 | 1–1 | 1–2 | 2–1 | 0–4 | 1–0 | 2–1 | 1–3 | 1–1 | 0–0 | 3–1 | —   | 2–2 | 3–3 | 2–2 | 1–1 | 1–1 | 1–0 | 0–1 |
| Real Betis      | 1–3 | 2–2 | 1–0 | 2–2 | 2–2 | 1–0 | 2–1 | 1–1 | 1–0 | 2–0 | 1–2 | 1–1 | 1–1 | —   | 2–1 | 3–0 | 2–1 | 1–1 | 5–1 | 1–2 |
| Real Madrid     | 3–2 | 1–0 | 1–1 | 0–4 | 3–2 | 4–1 | 2–0 | 2–0 | 4–1 | 3–2 | 2–1 | 4–0 | 2–1 | 2–0 | —   | 2–0 | 4–2 | 1–2 | 3–0 | 2–0 |
| Real Sociedad   | 1–2 | 0–0 | 1–1 | 1–0 | 0–1 | 2–1 | 0–3 | 3–2 | 0–0 | 3–0 | 0–2 | 0–2 | 1–2 | 2–0 | 0–2 | —   | 0–1 | 3–0 | 2–1 | 1–0 |
| Sevilla         | 1–1 | 0–1 | 1–2 | 1–4 | 1–0 | 1–1 | 1–0 | 0–2 | 1–0 | 2–2 | 1–1 | 1–1 | 1–0 | 1–0 | 0–2 | 0–2 | —   | 1–1 | 2–1 | 1–2 |
| Valencia        | 2–2 | 0–1 | 0–3 | 1–2 | 2–1 | 1–1 | 3–0 | 2–0 | 2–3 | 2–0 | 1–0 | 0–0 | 0–1 | 4–2 | 1–2 | 1–0 | 1–0 | —   | 2–1 | 1–1 |
| Valladolid      | 0–1 | 1–1 | 0–5 | 1–2 | 0–1 | 1–0 | 0–4 | 0–1 | 1–1 | 0–0 | 1–2 | 2–3 | 1–2 | 1–0 | 0–3 | 0–0 | 0–4 | 1–0 | —   | 1–2 |
| Villarreal      | 3–0 | 0–0 | 2–2 | 1–5 | 4–3 | 1–0 | 1–1 | 2–2 | 3–1 | 3–0 | 4–0 | 4–2 | 1–1 | 1–2 | 1–2 | 2–2 | 4–2 | 1–1 | 5–1 | —   |

### Bảng thắng bại
- T = Thắng, H = Hòa, B = Bại
- () = Trận đấu bị hoãn
- [] = Trận đấu được thi đấu trước (ví dụ 2 trận đấu ở vòng 7 đã được thi đấu sau vòng 5 và trước vòng 6)
- (T), (H), (B) = Trận đấu bù và kết quả; Trận đấu bù được ghi trong cột nào, ví dụ cột số 5 có nghĩa là đã thi đấu sau vòng 5 và trước vòng 6
- – : không thi đấu

| Đội \ Vòng      | 1 | 2 | 3  | 4 | 5     | 6 | 7 | 8 | 9 | 10 | 11 | 12 | 13 | 14 | 15    | 16 | 17    | 18    | 19 | Đội             | 20 | 21 | 22 | 23 | 24 | 25 | 26 | 27 | 28    | 29 | 30 | 31 | 32 | 33    | 34 | 35 | 36 | 37 | 38 | Đội             |
| --------------- | - | - | -- | - | ----- | - | - | - | - | -- | -- | -- | -- | -- | ----- | -- | ----- | ----- | -- | --------------- | -- | -- | -- | -- | -- | -- | -- | -- | ----- | -- | -- | -- | -- | ----- | -- | -- | -- | -- | -- | --------------- |
| Alavés          | B | H | T  | T | B     | T | B | B | B | B  | B  | T  | B  | B  | H     | H  | H     | H     | B  | Alavés          | T  | H  | B  | B  | H  | B  | H  | T  | H     | B  | T  | B  | H  | T     | H  | B  | T  | T  | H  | Alavés          |
| Athletic Bilbao | H | B | T  | B | T [T] | T | – | H | B | T  | H  | H  | H  | T  | T [T] | T  | H     | T     | –  | Athletic Bilbao | T  | H  | H  | T  | H  | T  | B  | H  | T     | H  | H  | T  | B  | T     | H  | T  | T  | T  | B  | Athletic Bilbao |
| Atlético Madrid | H | T | H  | T | T     | H | T | H | H | T  | B  | T  | T  | T  | T     | T  | T     | T     | T  | Atlético Madrid | B  | H  | T  | H  | H  | T  | T  | B  | B     | H  | T  | T  | B  | T     | H  | T  | B  | T  | T  | Atlético Madrid |
| Barcelona       | T | T | T  | T | T     | T | T | B | T | T  | T  | T  | B  | H  | B [T] | H  | B     | B     | –  | Barcelona       | H  | T  | T  | T  | T  | T  | T  | () | T (T) | T  | H  | T  | T  | T     | T  | T  | T  | B  | T  | Barcelona       |
| Celta Vigo      | T | T | B  | B | T     | B | B | H | T | B  | B  | T  | H  | H  | B     | T  | B     | T     | B  | Celta Vigo      | B  | H  | B  | T  | H  | T  | H  | T  | T     | H  | T  | B  | B  | T     | B  | T  | T  | B  | T  | Celta Vigo      |
| Espanyol        | B | B | H  | T | T     | B | B | B | T | B  | B  | B  | () | B  | T     | B  | H (H) | B     | H  | Espanyol        | T  | H  | T  | B  | H  | T  | () | H  | B     | H  | T  | T  | T  | H (B) | B  | B  | B  | B  | T  | Espanyol        |
| Getafe          | H | H | () | H | B (B) | H | B | T | H | H  | H  | B  | B  | T  | B     | T  | B     | B     | T  | Getafe          | H  | T  | H  | T  | T  | B  | B  | T  | T     | B  | T  | B  | B  | B     | B  | B  | B  | T  | B  | Getafe          |
| Girona          | H | B | T  | T | B     | B | H | H | T | B  | B  | T  | T  | T  | H     | B  | B     | T     | T  | Girona          | B  | B  | T  | B  | B  | B  | H  | H  | H     | B  | B  | B  | B  | H     | T  | B  | T  | B  | B  | Girona          |
| Las Palmas      | H | B | H  | B | B     | B | H | B | B | T  | T  | B  | T  | B  | T     | T  | H     | T     | B  | Las Palmas      | B  | H  | B  | B  | B  | B  | H  | B  | H     | H  | B  | T  | T  | B     | B  | B  | B  | B  | B  | Las Palmas      |
| Leganés         | H | T | H  | B | B [B] | H | – | H | H | B  | T  | B  | T  | B  | H     | B  | T     | B     | H  | Leganés         | T  | H  | B  | B  | H  | B  | T  | B  | B     | B  | H  | B  | H  | H     | H  | T  | B  | T  | T  | Leganés         |
| Mallorca        | H | B | H  | T | B [T] | T | – | T | B | T  | H  | B  | B  | T  | T [B] | B  | T     | T     | –  | Mallorca        | B  | B  | B  | H  | T  | H  | H  | H  | T     | B  | B  | T  | H  | B     | B  | T  | B  | B  | H  | Mallorca        |
| Osasuna         | H | T | B  | T | B     | T | H | T | H | B  | T  | T  | B  | H  | H     | H  | H     | B     | B  | Osasuna         | H  | H  | T  | H  | H  | B  | H  | () | B (B) | H  | H  | T  | T  | T     | B  | H  | T  | T  | H  | Osasuna         |
| Rayo Vallecano  | T | H | B  | B | T     | H | H | H | T | B  | T  | () | B  | B  | B     | T  | H (H) | H     | T  | Rayo Vallecano  | H  | T  | T  | T  | B  | B  | H  | B  | H     | T  | B  | B  | H  | B     | T  | T  | H  | T  | H  | Rayo Vallecano  |
| Real Betis      | H | H | () | B | T (T) | B | H | T | B | T  | T  | H  | H  | B  | B     | H  | T     | H     | B  | Real Betis      | B  | T  | H  | B  | T  | T  | T  | T  | T     | T  | H  | B  | T  | T     | T  | H  | H  | B  | H  | Real Betis      |
| Real Madrid     | H | T | H  | T | T     | T | T | H | T | T  | B  | () | T  | T  | T [B] | T  | H     | T (T) | –  | Real Madrid     | T  | T  | B  | H  | H  | T  | B  | T  | T     | T  | B  | T  | T  | T     | T  | B  | T  | T  | T  | Real Madrid     |
| Real Sociedad   | B | T | B  | H | B [B] | H | – | T | H | T  | B  | T  | T  | B  | T     | T  | H     | B     | T  | Real Sociedad   | B  | B  | B  | T  | B  | T  | B  | B  | H     | T  | T  | B  | H  | B     | H  | B  | B  | T  | B  | Real Sociedad   |
| Sevilla         | H | B | H  | B | T     | B | T | H | T | B  | T  | B  | B  | T  | H     | B  | T     | B     | H  | Sevilla         | T  | H  | H  | B  | T  | H  | H  | T  | B     | B  | B  | B  | H  | B     | H  | B  | T  | B  | B  | Sevilla         |
| Valencia        | B | B | B  | H | B     | T | H | B | H | B  | H  | () | () | T  | B     | B  | B (H) | H (B) | H  | Valencia        | T  | B  | T  | T  | H  | B  | H  | T  | H     | T  | T  | T  | H  | H     | T  | T  | B  | B  | H  | Valencia        |
| Valladolid      | T | B | H  | B | B     | H | B | B | B | T  | B  | B  | H  | B  | B     | B  | T     | B     | T  | Valladolid      | B  | B  | B  | B  | B  | B  | H  | B  | B     | B  | B  | B  | B  | B     | B  | B  | B  | B  | B  | Valladolid      |
| Villarreal      | H | T | T  | H | T     | B | T | T | B | H  | T  | () | T  | H  | H     | B  | B (H) | T     | B  | Villarreal      | T  | H  | T  | T  | H  | T  | () | B  | B     | T  | H  | T  | H  | B (T) | T  | T  | T  | T  | T  | Villarreal      |
| Đội \ Vòng      | 1 | 2 | 3  | 4 | 5     | 6 | 7 | 8 | 9 | 10 | 11 | 12 | 13 | 14 | 15    | 16 | 17    | 18    | 19 | Đội             | 20 | 21 | 22 | 23 | 24 | 25 | 26 | 27 | 28    | 29 | 30 | 31 | 32 | 33    | 34 | 35 | 36 | 37 | 38 | Đội             |

## Thống kê

### Ghi bàn hàng đầu
| Hạng | Cầu thủ            | Câu lạc bộ      | Bàn thắng |
| ---- | ------------------ | --------------- | --------- |
| 1    | Kylian Mbappé      | Real Madrid     | 31        |
| 2    | Robert Lewandowski | Barcelona       | 27        |
| 3    | Ante Budimir       | Osasuna         | 21        |
| 4    | Alexander Sørloth  | Atlético Madrid | 20        |
| 5    | Ayoze Pérez        | Villarreal      | 19        |
| 6    | Raphinha           | Barcelona       | 18        |
| 7    | Julián Alvarez     | Atlético Madrid | 17        |
| 8    | Oihan Sancet       | Athletic Bilbao | 15        |
| 9    | Kike García        | Alavés          | 13        |
| 10   | Javi Puado         | Espanyol        | 12        |
| 11   | Christian Stuani   | Girona          | 11        |
| 11   | Borja Iglesias     | Celta Vigo      | 11        |
| 11   | Dodi Lukebakio     | Sevilla         | 11        |
| 11   | Hugo Duro          | Valencia        | 11        |
| 11   | Vinícius Júnior    | Real Madrid     | 11        |
| 11   | Thierno Barry      | Villarreal      | 11        |
| 17   | Mauro Arambarri    | Getafe          | 10        |
| 17   | Iago Aspas         | Celta Vigo      | 10        |
| 17   | Ferran Torres      | Barcelona       | 10        |
| 17   | Dani Olmo          | Barcelona       | 10        |
| 17   | Fábio Silva        | Las Palmas      | 10        |

#### Hat-trick
- H (= Home): Sân nhà
- A (= Away): Sân khách
- (4) : ghi 4 bàn thắng

| Stt | Cầu thủ              | Câu lạc bộ      | Đối đầu với   | Tỷ số   | Thời gian           |
| --- | -------------------- | --------------- | ------------- | ------- | ------------------- |
| 1   | Raphinha             | Barcelona       | Valladolid    | 7–0 (H) | Vòng 4, 31/8/2024   |
| 2   | Javi Puado           | Espanyol        | Alavés        | 3–2 (H) | Vòng 5, 14/9/2024   |
| 3   | Robert Lewandowski   | Barcelona       | Alavés        | 3–0 (A) | Vòng 9, 6/10/2024   |
| 4   | Vinícius Júnior      | Real Madrid     | Osasuna       | 4–0 (H) | Vòng 13, 9/11/2024  |
| 5   | Thierno Barry        | Villarreal      | Leganés       | 5–2 (A) | Vòng 18, 22/12/2024 |
| 6   | Kylian Mbappé        | Real Madrid     | Valladolid    | 3–0 (A) | Vòng 21, 25/1/2025  |
| 7   | Oihan Sancet         | Athletic Bilbao | Girona        | 3–0 (H) | Vòng 23, 8/2/2025   |
| 8   | Alexander Sørloth(4) | Atlético Madrid | Real Sociedad | 4–0 (H) | Vòng 35, 10/5/2025  |
| 9   | Kylian Mbappé        | Real Madrid     | Barcelona     | 3–4 (A) | Vòng 35, 11/5/2025  |
| 10  | Alexander Sørloth    | Atlético Madrid | Girona        | 4–0 (A) | Vòng 38, 25/5/2025  |

### Kiến tạo hàng đầu
| Hạng | Cầu thủ           | Câu lạc bộ      | Kiến tạo |
| ---- | ----------------- | --------------- | -------- |
| 1    | Lamine Yamal      | Barcelona       | 13       |
| 2    | Raphinha          | Barcelona       | 9        |
| 2    | Álex Baena        | Villarreal      | 9        |
| 4    | Iñaki Williams    | Athletic Bilbao | 8        |
| 4    | Vinícius Júnior   | Real Madrid     | 8        |
| 4    | Jude Bellingham   | Real Madrid     | 8        |
| 4    | Isco              | Real Betis      | 8        |
| 8    | Álex Berenguer    | Athletic Bilbao | 7        |
| 8    | Dani Rodríguez    | Mallorca        | 7        |
| 8    | Antoine Griezmann | Atlético Madrid | 7        |
| 8    | Yeremi Pino       | Villarreal      | 7        |
| 8    | Sergi Cardona     | Villarreal      | 7        |

### Giải thưởng Zamora
Danh hiệu Thủ môn xuất sắc nhất La Liga. Giải thưởng Zamora được tờ báo Marca trao tặng cho thủ môn có ít bàn thua nhất (tỷ lệ thấp nhất). Một thủ môn phải chơi ít nhất 28 trận đấu từ 60 phút trở lên mới đủ điều kiện nhận giải.
| Hạng | Cầu thủ          | Câu lạc bộ      | Số bàn thủng lưới | Số trận thi đấu | Tỷ lệ |
| ---- | ---------------- | --------------- | ----------------- | --------------- | ----- |
| 1    | Jan Oblak        | Atlético Madrid | 30                | 36              | 0,83  |
| 2    | Thibaut Courtois | Real Madrid     | 29                | 30              | 0,97  |
| 3    | David Soria      | Getafe          | 39                | 38              | 1,03  |
| 4    | Dominik Greif    | Mallorca        | 34                | 31              | 1,10  |
| 5    | Álex Remiro      | Real Sociedad   | 43                | 36              | 1,19  |
| 6    | Augusto Batalla  | Rayo Vallecano  | 39                | 32              | 1,22  |
| 7    | Ørjan Nyland     | Sevilla         | 39                | 30              | 1,30  |
| 8    | Antonio Sivera   | Alavés          | 39                | 30              | 1,30  |
| 9    | Joan García      | Espanyol        | 51                | 38              | 1,34  |

### Kỷ luật

#### Cầu thủ[47][48]
- Nhận nhiều thẻ vàng nhất: 14 thẻ
  -  Yvan Neyou (Leganes)
- Nhận nhiều thẻ đỏ nhất: 3 thẻ
  -  Mario Martín (Valladolid)

#### Câu lạc bộ[49]
- Nhận nhiều thẻ vàng nhất: 107 thẻ
  - Las Palmas
- Nhận ít thẻ vàng nhất: 58 thẻ
  - Real Madrid
- Nhận nhiều thẻ đỏ nhất: 8 thẻ
  - Sevilla
- Nhận ít thẻ đỏ nhất: 0 thẻ
  - Osasuna

## Giải thưởng

### Giải thưởng hàng tháng
| Tháng    | HLV của tháng     | HLV của tháng   | Cầu thủ của tháng  | Cầu thủ của tháng | Cầu thủ U23 của tháng | Cầu thủ U23 của tháng | Bàn thắng của tháng | Bàn thắng của tháng | Cản phá của tháng | Cản phá của tháng | Tham khảo                          |
| Tháng    | HLV               | Đội             | Cầu thủ            | Đội               | Cầu thủ               | Đội                   | Cầu thủ             | Đội                 | Cầu thủ           | Đội               | Tham khảo                          |
| -------- | ----------------- | --------------- | ------------------ | ----------------- | --------------------- | --------------------- | ------------------- | ------------------- | ----------------- | ----------------- | ---------------------------------- |
| Tháng 8  | Hansi Flick       | Barcelona       | Raphinha           | Barcelona         | Lamine Yamal          | Barcelona             | Juan Cruz           | Leganés             | Diego Conde       | Villarreal        | [ 50 ] [ 51 ] [ 52 ] [ 53 ] [ 54 ] |
| Tháng 9  | Ernesto Valverde  | Athletic Bilbao | Lamine Yamal       | Barcelona         | Alberto Moleiro       | Las Palmas            | Abdul Mumin         | Vallecano           | Marko Dmitrović   | Leganés           | [ 55 ] [ 56 ] [ 57 ] [ 58 ] [ 59 ] |
| Tháng 10 | Hansi Flick       | Barcelona       | Robert Lewandowski | Barcelona         | Pedri                 | Barcelona             | Luka Sučić          | Real Sociedad       | Jan Oblak         | Atlético Madrid   | [ 60 ] [ 61 ] [ 62 ] [ 63 ] [ 64 ] |
| Tháng 11 | Míchel            | Girona          | Vinícius Júnior    | Real Madrid       | Fábio Silva           | Las Palmas            | Munir El Haddadi    | Leganés             | Diego Conde       | Villarreal        | [ 65 ] [ 66 ] [ 67 ] [ 68 ] [ 69 ] |
| Tháng 12 | Diego Simeone     | Atlético Madrid | Jude Bellingham    | Real Madrid       | Arda Güler            | Real Madrid           | Ladislav Krejčí     | Girona              | Marko Dmitrović   | Leganés           | [ 70 ] [ 71 ] [ 72 ] [ 73 ] [ 74 ] |
| Tháng 1  | José Bordalás     | Getafe          | Kylian Mbappé      | Real Madrid       | Jude Bellingham       | Real Madrid           | Javi Puado          | Espanyol            | Sergio Herrera    | Osasuna           | [ 75 ] [ 76 ] [ 77 ] [ 78 ] [ 79 ] |
| Tháng 2  | Hansi Flick       | Barcelona       | Oihan Sancet       | Athletic Bilbao   | Lamine Yamal          | Barcelona             | Romain Perraud      | Real Betis          | Joan García       | Espanyol          | [ 80 ] [ 81 ] [ 82 ] [ 83 ] [ 84 ] |
| Tháng 3  | Manuel Pellegrini | Real Betis      | Isco               | Real Betis        | Diego López           | Valencia              | Umar Sadiq          | Valencia            | Joan García       | Espanyol          | [ 85 ] [ 86 ] [ 87 ] [ 88 ] [ 89 ] |
| Tháng 4  | Manolo González   | Espanyol        | Pedri              | Barcelona         | Fábio Silva           | Las Palmas            | Nico Williams       | Athletic Bilbao     | Ørjan Nyland      | Sevilla           | [ 90 ] [ 91 ] [ 92 ] [ 93 ] [ 94 ] |

### Giải thưởng năm
| Giải thưởng                  | Người thắng  | Câu lạc bộ      | Tk.    |
| ---------------------------- | ------------ | --------------- | ------ |
| Huấn luyện viên của mùa giải | Hansi Flick  | Barcelona       | [ 95 ] |
| Cầu thủ của mùa giải         | Raphinha     | Barcelona       | [ 96 ] |
| Cầu thủ U23 của mùa giải     | Lamine Yamal | Barcelona       | [ 97 ] |
| Bàn thắng của mùa giải       | Luka Sučić   | Real Sociedad   | [ 98 ] |
| Cản phá của mùa giải         | Jan Oblak    | Atlético Madrid | [ 99 ] |

| Đội hình của mùa giải EA SPORTS | Đội hình của mùa giải EA SPORTS | Đội hình của mùa giải EA SPORTS |
| Vt.                             | Cầu thủ                         | Đội                             |
| ------------------------------- | ------------------------------- | ------------------------------- |
| TM                              | Joan García                     | Espanyol                        |
| TM                              | Thibaut Courtois                | Real Madrid                     |
| HV                              | Antonio Rüdiger                 | Real Madrid                     |
| HV                              | Iñigo Martínez                  | Barcelona                       |
| HV                              | Dani Vivian                     | Athletic Club                   |
| HV                              | Pau Cubarsí                     | Barcelona                       |
| HV                              | Jules Koundé                    | Barcelona                       |
| HV                              | Andrei Rațiu                    | Rayo Vallecano                  |
| TV                              | Pedri                           | Barcelona                       |
| TV                              | Federico Valverde               | Real Madrid                     |
| TV                              | Álex Baena                      | Villarreal                      |
| TV                              | Jude Bellingham                 | Real Madrid                     |
| TV                              | Rodrigo De Paul                 | Atlético Madrid                 |
| TV                              | Isco                            | Real Betis                      |
| TĐ                              | Lamine Yamal                    | Barcelona                       |
| TĐ                              | Raphinha                        | Barcelona                       |
| TĐ                              | Kylian Mbappé                   | Real Madrid                     |
| TĐ                              | Vinícius Júnior                 | Real Madrid                     |
| TĐ                              | Antoine Griezmann               | Atlético Madrid                 |
| TĐ                              | Robert Lewandowski              | Barcelona                       |
| TĐ                              | Julián Alvarez                  | Atlético Madrid                 |
| TĐ                              | Iago Aspas                      | Celta Vigo                      |

Những cầu thủ được in đậm là đội hình chính.